# Johann Kronbichler
Johann Kronbichler (* 1949 in Bruneck) ist Kunsthistoriker und Gerichtssachverständiger für alte Kunst.
Er war Museumsdirektor und Dozent für Christliche Kunst.

## Leben
Johann Kronbichler besuchte das Bischöfliche Knabenseminar Vinzentinum in Brixen und das Klassische Lyzeum in Bruneck. Nach der Matura studierte er von 1970 bis 1976 Kunstgeschichte und Geschichte an der Universität Innsbruck sowie an der Universität Wien. Er wurde 1977 mit einer Dissertation über Michelangelo Unterberger zum Doktor der Philosophie promoviert.
Von 1977 bis 1980 arbeitete er in der Denkmalpflege am Landeskonservatoriat in Innsbruck. Von 1980 bis 1993 war Kronbichler als Diözesankonservator und Leiter des Diözesanmuseums in St. Pölten beschäftigt, bevor er von 1994 bis 2001 Direktor des Dommuseums zu Salzburg wurde. Ab 2001 bekleidete er die Ämter des Diözesankonservators und des Leiters des Diözesanmuseums in St. Pölten. Ferner amtierte er als Vorsitzender des Diözesankunstrates der Diözese St. Pölten. 2002 wurde er Dozent für Christliche Kunst an der Philosophisch-Theologischen Hochschule St. Pölten. Ab 2008 war er Direktor des Diözesanmuseums in der Hofburg in Brixen, in der Nachfolge von Leo Andergassen. Seit 2019 arbeitet er als freier Kunsthistoriker und Gerichtssachverständiger für alte Kunst und lebt in der Wachau.
Johann Kronbichler beschäftigt sich intensiv mit der Sakralkunst verschiedener Epochen und dabei speziell mit der österreichischen Barockmalerei.

## Veröffentlichungen (Auswahl)
- mit Alfred Sammer, Ferdinand Gutschi: Michelangelo Unterberger in seiner Wiener Zeit. Archiv der Akademie der Bildenden Künste, Wien 1992.
- mit Manfred Koller, Christiane Pilshofer: Josef Adam Mölk (1714–1794). Sein Werk in Niederösterreich und Wien. St. Pölten 1994, ISBN 3-900884-05-6.
- Erbe und Auftrag. Das Institut der Englischen Fräulein in St. Pölten 1706–2006. St. Pölten 2006, ISBN 3-901863-25-7.
- Hofburg Brixen. Von der Residenz zum Museum. Schnell & Steiner, Regensburg 2010, ISBN 978-3-795-42307-0.
- Paul Troger 1698–1762. Deutscher Kunstverlag GmbH, Berlin/München 2012, ISBN 978-3-422-07127-8